# 東宇和郡

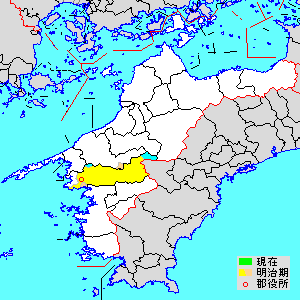
愛媛県東宇和郡の範囲（薄黄：後に他郡に編入された区域 水色：後に他郡から編入した区域）

東宇和郡（ひがしうわぐん）は、愛媛県にあった郡。

## 郡域
1878年（明治11年）に行政区画として発足した当時の郡域は、下記の区域にあたる。
- 西予市の大部分（三瓶町各町・宇和町久保・野村町小松・野村町大野ケ原を除く）
- 宇和島市の一部（吉田町深浦・吉田町法花津・吉田町白浦および吉田町河内の一部）
- 大洲市の一部（肱川町西・肱川町予子林）

## 歴史

### 郡発足までの沿革
- 「旧高旧領取調帳」に記載されている明治初年時点での伊予国宇和郡のうち後の本郡域の支配は以下の通り。（1町62村9浦）

| 知行 | 知行         | 村数         | 村名 |
| ---- | ------------ | ------------ | --- |
| 藩領 | 伊予宇和島藩 | 1町 61村 1浦 | 高山浦、田穂村、魚成村、男河内村、嘉喜尾村、下相村、土居村、古市村、川津南村、窪野村、遊子谷村、野井川村、惣川村、予子林村、坂石村、片川村、四郎谷村、長谷村、松渓村、白髭村、富野川村、高瀬村、平野村、蔵良村、中通川村、西村、栗木村、鎌田村、釜川村、阿下前石村、野村、明間村、下川村、皆田村、鬼窪村、卯之町、永長村、小原村、岩木村、郷内村、西山田村、山田村、小野田村、久枝村、伊賀上村、伊延村、岡山村、河内村、東多田村、大江村、加茂村、田苗真土村、杢所村、清沢村、下松葉村、上松葉村、坂戸村、多野中村、常定寺村、新城村、明石村、稲生村、野田村 |
| 藩領 | 伊予吉田藩   | 1村 8浦      | 筋浦、花組浦、白浦、法華津浦、深浦、俵津浦、渡江浦、狩浜浦、高野子村 |

- 明治4年
  - 7月14日（1871年8月29日） - 廃藩置県により宇和島県、吉田県の管轄となる。
  - 11月15日（1871年12月26日） - 第1次府県統合により、全域が宇和島県の管轄となる。
- 明治5年6月23日（1872年7月28日） - 神山県の管轄となる。
- 明治6年（1873年）2月20日 - 愛媛県の管轄となる。

### 郡発足以降の沿革
- 明治11年（1878年）12月16日 - 郡区町村編制法の愛媛県での施行により、卯之町ほか1町62村9浦の区域に東宇和郡が発足。郡役所が卯之町に設置。
- 明治15年（1882年） - 筋浦・花組浦が白浦に合併。（1町62村7浦）

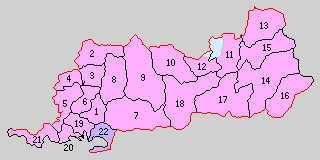
1.宇和町 2.多田村 3.中川村 4.笠置村 5.山田村 6.上宇和村 7.下宇和村 8.田之筋村 9.渓筋村 10.中筋村 11.横林村 12.貝吹村 13.惣川村 14.土居村 15.遊子川村 16.高川村 17.魚成村 18.野村 19.俵津村 20.狩江村 21.高山村 22.玉津村（紫：宇和島市 水色：大洲市 桃：西予市）

- 明治22年（1889年）12月15日 - 町村制の施行により、下記の町村が発足[3]。特記以外は現・西予市。（1町21村）
  - 宇和町 ← 卯之町、鬼窪村、伊賀上村
  - 多田村 ← 東多田村、河内村、伊延村、岡山村
  - 中川村 ← 田苗真土村、大江村、加茂村、坂戸村、清沢村、杢所村
  - 笠置村 ← 岩木村、郷内村、小原村
  - 山田村 ← 西山田村、山田村
  - 上宇和村 ← 久枝村、野田村、小野田村、永長村、上松葉村、下松葉村
  - 下宇和村 ← 皆田村、下川村、明間村、稲生村
  - 田之筋村 ← 新城村、常定寺村、多野中村、明石村
  - 渓筋村 ← 白髭村、松渓村、長谷村、四郎谷村
  - 中筋村 ← 高瀬村、富野川村、平野村、蔵良村
  - 横林村 ← 予子林村（現・大洲市、西予市）、坂石村（現・西予市）
  - 貝吹村 ← 西村（現・大洲市、西予市）、栗木村、鎌田村、中通川村（現・西予市）
  - 惣川村（単独村制）
  - 土居村 ← 土居村、窪野村、古市村、嘉喜尾村
  - 遊子川村 ← 遊子谷村、野井川村
  - 高川村 ← 高野子村、川津南村
  - 魚成村 ← 魚成村、下相村、男河内村、田穂村
  - 野村 ← 野村、阿下前石村、片川村、釜川村
  - 俵津村（俵津浦が単独村制）
  - 狩江村 ← 狩浜浦、渡江浦
  - 高山村 ← 高山浦、田之浜浦[4]
  - 玉津村 ← 法華津浦、深浦、白浦［飛地を除く］、北宇和郡河内村［一部］（現・宇和島市）
  - 白浦の一部が北宇和郡喜佐方村の一部となる。
- 明治30年（1897年）4月1日 - 郡制を施行。
- 大正3年（1914年）1月1日 - 渓筋村の一部（馬地）が野村に編入。
- 大正11年（1922年）
  - 1月1日 - 野村が町制施行・改称して野村町となる。（2町20村）
  - 2月11日 - 宇和町・上宇和村が合併し、改めて宇和町が発足。（2町19村）
- 大正12年（1923年）4月1日 - 郡会が廃止。郡役所は存続。
- 大正15年（1926年）7月1日 - 郡役所が廃止。以降は地域区分名称となる。
- 昭和4年（1929年）12月1日 - 笠置村・山田村が合併して石城村が発足。（2町18村）
- 昭和18年（1943年）4月1日 - 惣川村が上浮穴郡浮穴村の一部（小屋）を編入。
- 昭和29年（1954年）3月31日（2町10村）
  - 多田村・中川村・石城村・宇和町・田之筋村・下宇和村が合併し、改めて宇和町が発足。
  - 遊子川村・土居村・高川村・魚成村が合併して黒瀬川村が発足。
- 昭和30年（1955年）
  - 2月11日（2町5村）
    - 野村町・渓筋村・中筋村・惣川村および貝吹村の大部分（中通川・鎌田・栗木および西の一部）・横林村の大部分（坂石および予子林の一部）が合併し、改めて野村町が発足。
    - 貝吹村の一部（西の一部）・横林村の一部（予子林の一部）が喜多郡肱川村に編入。

  - 3月1日 - 玉津村が北宇和郡吉田町・奥南村・喜佐方村・立間村および高光村の一部（のちの知永）と合併し、改めて北宇和郡吉田町が発足、郡より離脱。（2町4村）
  - 3月21日 - 俵津村・狩江村が合併して豊海村が発足。（2町3村）
- 昭和33年（1958年）
  - 1月1日 - 豊海村・高山村が合併して明浜町が発足。（3町1村）
  - 8月1日 - 宇和町が大洲市の一部（正信および久保のうち鳥坂）を編入。
- 昭和34年（1959年）4月1日 - 黒瀬川村が町制施行・改称して城川町となる。（4町）
- 平成16年（2004年）4月1日 - 明浜町・宇和町・野村町・城川町が西宇和郡三瓶町と合併して西予市が発足。同日東宇和郡消滅。